# Konzervacija restauracija podmornice C.S.S. H.L.Hunley
Konzervacija restauracija podmornice C.S.S. H.L.Hunley je projekt koji je pokrenuo Warren Lasch Conservation Center u SAD-u. Spomenuti smatraju da će projekt biti završen do 2020. godine. Konfederacijska podmornica Hunley locirana je 1995., te podignuta s morskog dna 2000,i od tada tim konzervatora restauratora iz Warren Lasch Conservation Center-a radi na njenoj konzervaciji restauraciji .CSS Hunley, je prva podmornica u povijesti koja je uspješno obavila borbeni zadatak, te u Waren Lasch Conservation Center-u već 15 godina rade na njenoj konzervaciji restauraciji.Kada konzervacija restauracija bude dovršena podmornica će biti prenesena u za nju novopodignuti muzej.Trenutačno posjetioci mogu posjetiti laboratorij u kom se radovi odvijaju te vidjeti podmornicu u njenom privremenom bazenu.

## PovijestH.L. Hunley
C.S.S. H.L. Hunley je podmornica sagrađena od strane konfederacijskih snaga u američkom građanskom ratu 1863 u brodogradilištu Park & Lyons; Hunley, McClintock & Weston. Dužine je bila 39.5 stopa,a postizala je brzinu od 4 čvora.Pokretana je ručno,te je imala posadu od jednog časnika i 7 vojnika.Bila je naoružana jednim torpedom.U svojoj kratkoj operativnoj uporabi nasukala se 3 puta, 2 puta za vrijeme vježbi i treći puta nakon uspješnog napada na USS Housatonic 1864. Podmornica je ponovo otkrivena 1995 ,te je izvađena iz mora godine 2000.

## Oštećenja naH.L. Hunley

### Hrđa
Hrđa se javlja na željezu i čeliku uronjenom u vodu te izloženom kisiku.Također se javlja i na željezu i čeliku izloženom visokoj relativnoj vlazi zraka. Kako je Hunley načinjen od željeza,te je u vodi više od 100 godina cijela je podmornica prevučena slojem hrđe.Stoga je odlučeno da se podmornica tijekom konzervacije drži u vodi.

### Zamor metala
Do ove pojave dolazi ili zbog stalnog optrećenja ili zbog korozije.

### Uzroci propadanja

#### Slana voda
Metal u slanoj vodi korodira elektrokemijski te anaerobno.

#### Zrak/kisik
"Željezni su predmeti iz mora posebno osjetljivi na brzu razgradnju uslijed kontakta s u zraku prisutnim kisikom.Dok je predmet u vodi u njemu nataloženi kloridi iz morske vode nisu problem, no isti postaju problematični tek po izlaganju predmeta zraku."

#### Naslage
Naslage se u ovom slučaju sastoje od pijeska,nataloženog mulja i školjaka.

## Konzervacija

### Kronologija radova
- kolovoz 2000: Hunley izvađen iz mora
- veljača 2001: uklonjeno nekoliko ploča vanjske oplate
- ožujak 2001: pronađeni prvi predmeti
- travanj 2001: izvađeni prvi ljudski ostaci
- rujan 2001: počela druga faza radova
- siječanj 2002: počinje treća faza radova,proučavanje ostatka tijela posade
- 2003: četvrta faza radova,pregled balastnih tankova
- 2008: 3-D skeniranje vanjske površine
- lipanj 2011:  Hunley je zarotiran u uspravni položaj
- svibanj 2014: Hunley ije spušten u tank za desalinizacijus zapremine 75,000 galona
- 2014-2015: uklanjanje vanjskog korozionog sloja
- 2016: uklanjanje naslaga u unutrašnjosti

### Rotacija
Hunley je s dna dignut pod kutom od 45 stupnjeva( u odnosu na središnju os konstrukcije),pod istim je kutom ležao na dnu više od 100 godina.Tek po uklanjanju 11 tona taloga je podmornica 2011.  postavljena u uspravni položaj.

### Uklanjanje naslaga
Kada je podmornica donesena u Lasch Conservation Center imala je na sebi više od 1,200 funti naslaga na svojoj vanjskoj opni.Na nekim dijelovima je debljina naslaga bila veća od 2,5 cm.Naslage su uklanjane ručno te pneumatskim dlijetima. Za uklanjanje je trebalo više od godinu dana.Trenutačno se radi na uklanjanju unutarnjuh naslaga i pretpostavlja se da će za isto također trebati barem godinu dana. Uklanjanje naslaga također će doprinijeti i pojašnjenju nekih pitanja vezanih uz rupe pronađene na vanjskoj oplati podmornice - odnosno dali iste potječu od U.S.S. Housantonic-a.

### Uronjavanje u tank za desalinizaciju
Po vađenju je podmornica uronjena u 75,000-galonski tank za odsoljavanje. Prije svega je ovo učinjeno da se podmornicu zaštiti od brzog propadanja zbog dodira sa zrakom i kisikom. Tank je ispunjen otopinom natrijeva hidroksida u vodi, te su konzervatori restauratori dobili malo vremena da osmisle plan konzervatorskih radova. "Tijekom postupka Hunley će stalno biti pod nadzorom,te će otopina biti mijenjana čim se zasiti u željezu otopljenim solima.  Postupak će trajati oko 5-7 godina."

### Primjena subkritičkih tekućina za odsoljavanje
Ova je tehnika razvijena i prvi puta primijenjena na nalaze s podmornice Hunley 2003. godine. Smatra se da je ovo jedna od najperspektivnijih tehnika odsoljavanja metalnih nalaza od željeza.Jedinom se manom može smatrati izrazita skupocjenost opreme potrebne za provođenje iste (postupak zahtijeva temperaturu oko 180 C ,te tlak od oko 40 atmosfera,koncentracija vodene NaOH otopine 0,5 %).Velika prednost postupka je njegova kratkoća,ako ga usporedimo s drugim postupcima uklanjanja klorida iz željeznih nalaza - na primjer odsoljavanje topovske kugle trajalo je 2 tjedna dok bi drugim metodama za isto trebalo nekoliko godina.Godine 2011. postupak je zaštićen patentom.

## Vanjske poveznice
- Friends of the Hunley
- Warren Lasch Conservation Center
- Civil War Battlefield Conservation  Arhivirana inačica izvorne stranice od 16. travnja 2017. (Wayback Machine)
- Metal Conservation
- Iron Ships Conservation
- Civil War Trust
- Naval History and Heritage Command